# James Kirk (aktor)
James Nichol Kirk (ur. 2 maja 1986 w Vancouver) – kanadyjski aktor.

## Wczesne życie
Jest synem Ala Kirka, strażaka i Jackie Kirk, urzędniczki bankowej. Ma też dwóch młodszych braci, Charliego i Kevina. Kirk uczył się w szkole rzymskokatolickiej do 7 roku życia, zanim przeniósł się do szkoły publicznej.
Występował w szkolnym teatrze i zadebiutował w filmie komediowym z 1998 Golf Punks u boku Toma Arnolda. Od tego czasu występuje głównie w filmach niezależnych. Stał się znany szerokiej publiczności dzięki pełnometrażowemu filmowi X-Men 2. Wcieli się także w postać Jessego Keysa w miniserialu Taken. 
Mieszka w Vancouver.

## Filmografia

### aktor
- 2006: Ona to on (She's the Man) jako Sebastian
- 2005: Category 7: The End of the World jako Stuart Carr
- 2005: FBI: Negotiator jako Freddy Harris
- 2005: Podwójna gra (Two for the Money) jako Denny
- 2000: Edgemont jako Travis
- 2005: Confessions of a Sociopathic Social Climber jako Sebastian
- 2005: Randka z mordercą (Ladies Night)
- 2005: Naughty or Nice jako Michael
- 2004: Eve's Christmas jako Drew Simon
- 2004: Dead Like Me jako Tommy (sezon 2, odcinek 7: Rites of Passage)
- 2001: Tajemnice Smallville (Smallville) jako Garrett Davis (sezon 3, odcinek 15: Resurrection)
- 2003: Słowo honoru (Word of Honor) jako David Tyson
- 2003: X-Men 2 (X2) jako Ronny Drake
- 2003: Oszukać przeznaczenie 2 (Final Destination 2) jako Tim Carpenter
- 2003: Romeo! jako Cal (sezon 2, odcinek 8: Nuthin But Net)
- 2003: America Off Line
- 2002: Wybrańcy obcych (Taken) jako Jesse Keys
- 2001: Niesamowite opowieści (Night Visions) jako Tim (2002) (sezon 1, odcinek 22: Harmony
- 2002: Shadow Realm jako Tim
- 2002: Pif-Paf! Jesteś trup! (Bang, Bang, You're Dead) jako Cameron
- 2002: Prosto na wschód (Due East) jako Jack Purdue Jr.
- 2002: Rozmowy z zaświatami (Living with the Dead) jako Eddie Katz
- 2002: A Season on the Brink jako Patrick Knight
- 2001: Znowu będzie gwiazdka (Twice Upon a Christmas) jako Kyle Morgan
- 2001: Cień anioła (Dark Angel) jako młody Ben (sezon 1, odcinek 18: Pollo Loco)
- 2001: Wojna umysłów (Mindstorm) jako młody Malcolm
- 2001: Misja w czasie (Seven Days) jako młody Maxwell (sezon 3, odcinek 11: Head Case)
- 2000: Renifery Świętego Mikołaja (The Christmas Secret)
- 2000: Była sobie Gwiazdka (Once Upon a Christmas) jako Kyle Morgan
- 1998: Mistrzowie golfa jako Peter Wiley